# Kōhei Hattanda
Kōhei Hattanda (japanisch 八反田 康平 Hattanda Kōhei; * 8. Januar 1990 in Kagoshima) ist ein japanischer Fußballspieler.

## Karriere
Hattanda erlernte das Fußballspielen in der Schulmannschaft der Kagoshima Chuo High School und der Universitätsmannschaft der Universität Tsukuba. Seinen ersten Vertrag unterschrieb er 2012 bei Shimizu S-Pulse. Der Verein spielte in der höchsten Liga des Landes, der J1 League. 2012 erreichte er das Finale des J.League Cup. Für den Verein absolvierte er 15 Erstligaspiele. 2014 wurde er an den Ligakonkurrenten Vegalta Sendai ausgeliehen. Für den Verein absolvierte er drei Erstligaspiele. 2015 kehrte er zu Shimizu S-Pulse zurück. Am Ende der Saison 2015 stieg der Verein in die J2 League ab. Für den Verein absolvierte er 16 Ligaspiele. Im Juli 2016 wurde er an den Drittligisten Ōita Trinita ausgeliehen. Für den Verein absolvierte er 14 Ligaspiele. 2017 wechselte er zum Zweitligisten Nagoya Grampus. Am Ende der Saison 2017 stieg der Verein in die J1 League auf. Für den Verein absolvierte er 27 Ligaspiele. 2019 wechselte er zum Zweitligisten Kagoshima United FC.

## Erfolge
Shimizu S-Pulse
- J.League Cup

Finalist: 2012